# 第二グループ
- だいにぐるーぷ

ではありませんか？